# Letting the Cables Sleep
«Letting the Cables Sleep» es el tercer sencillo de la banda británica de rock alternativo Bush de su último sencillo de su tercer álbum The Science of Things. Fue lanzada en 18 de enero de 2001.

## Videoclip
El video musical (dirigida por Joel Schumacher ) cuenta con Gavin en busca de un apartamento y que se encuentre en una habitación con una mujer (interpretada por la actriz Michele Hicks ). Ella está vestida de negro y no lo reconocen hasta que sus manos se encuentran en la pared. Después de este primer contacto, empiezan a besar y quitarse la ropa. Esta secuencia está entrelazado con escenas de ellos poniendo en silencio sus ropa de nuevo después del sexo. Ella parece estar preocupado por cualquiera de arrepentimiento o el deseo de decirle algo, pero ella se va sin decir una palabra. Después de esto, ella está sentada en una silla, mientras que en otros lugares Gavin comienza a pintar la pared con las letras sobre el "silencio" y "hablar", pareciendo molesto y frustrado. Posteriormente, Gavin se pone al día con ella en una acera, y se utiliza el lenguaje de signos para decir que ella no puede oír. A continuación, se separa por un amigo en cuestión que usa el lenguaje de signos para preguntarle por qué no llamó.

## Posiciones
| Lista (2000–01)                               | Posiciones |
| --------------------------------------------- | ---------- |
| UK Singles Chart                              | 51         |
| U.S. Billboard Modern Rock Tracks             | 4          |
| U.S. Billboard Mainstream Rock Tracks         | 26         |
| U.S. Billboard Bubbling Under Hot 100 Singles | 13         |